# Suck.com
Suck.com是一家位于美国的讽刺网站，是互联网上最早的靠广告支撑（ad-supported）的内容网站之一。它由乔伊·阿努夫（Joey Anuff）和卡尔·斯蒂德曼（Carl Steadman）创办于1995年，主题包括政治和流行文化等，每日更新，主要面向X世代。网站的座右铭是“一条鱼、一个桶和一支正在冒烟的枪”。

## 历史
Suck.com域名创建于1995年5月23日，同年8月28日接入国际互联网，1996年, 被HotWired收购。
2000年，Suck.com与Feed合并组建成Automatic Media，2001年以来便没有发布新的内容，但网站仍然可以访问，2018年12月已完全无法访问。